# Бардін Микола Володимирович
Микола Володимирович Бардін (рос. Николай Владимирович Бардин; 23 січня 1976, м. Перм, СРСР) — російський хокеїст, лівий нападник. 
Вихованець хокейної школи «Молот-Прикам'я» (Перм). Виступав за «Молот-Прикам'я» (Перм), «Нафтохімік» (Нижньокамськ), «Сєвєрсталь» (Череповець), «Югра» (Ханти-Мансійськ).
У Континентальній хоккейній лізі — 196 (25+53), у чемпіонаті Росії — 638 (104+154).